# Акшатауський сільський округ
Акшата́уський сільський округ (каз. Ақшатау ауылдық округі, рос. Акшатауский сельский округ) — адміністративна одиниця у складі Аягозького району Абайської області Казахстану. Адміністративний центр — село Доненбай.
Населення — 720 осіб (2021; 1292 у 2009, 1585 у 1999, 2344 у 1989).
Станом на 1989 рік існувала Акчатауська сільська рада (села Акклет, Актай, Дуненбай, Калгутти, Кониртау).
Село Колгутти було ліквідовано 2019 року.

## Склад
До складу округу входять такі населені пункти:
| Населений пункт | Старі назви | Населення, осіб (1989) | Населення, осіб (1999) | Населення, осіб (2009) | Населення, осіб (2021) |
| --------------- | ----------- | ---------------------- | ---------------------- | ---------------------- | ---------------------- |
| Акклет, село    | -           | 348                    | 237                    | 159                    | 79                     |
| Актай, село     | -           | 136                    | 21                     | -                      | -                      |
| Доненбай, село  | Дуненбай    | 1277                   | 1000                   | 863                    | 599                    |
| Колгутти, село  | Калгутти    | 285                    | 114                    | 96                     | -                      |
| Кониртау, село  | -           | 298                    | 213                    | 174                    | 42                     |